# Парк Злуки
Парк Злу́ки — парк-пам'ятка садово-паркового мистецтва місцевого значення в Україні. Розташований у місті Стрий Львівської області.
Площа 5 га. Парк внесено до природно-заповідного фонду України Рішенням сесії Львівської обласної ради № 180 від 17 червня 1997 року. Перебуває у віданні Міськкомунгоспу.

## Світлини

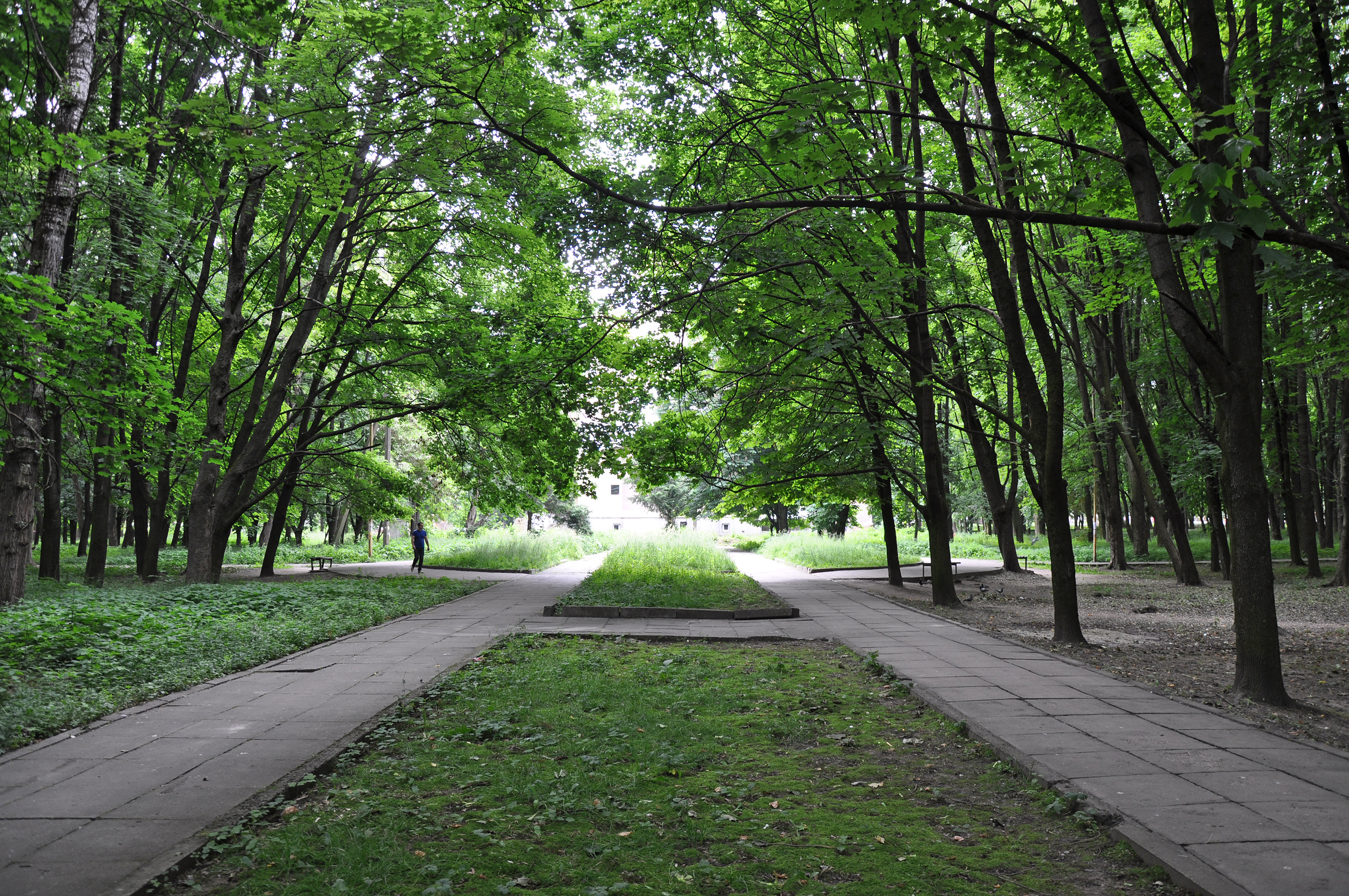
Центральна алея в парку Злуки
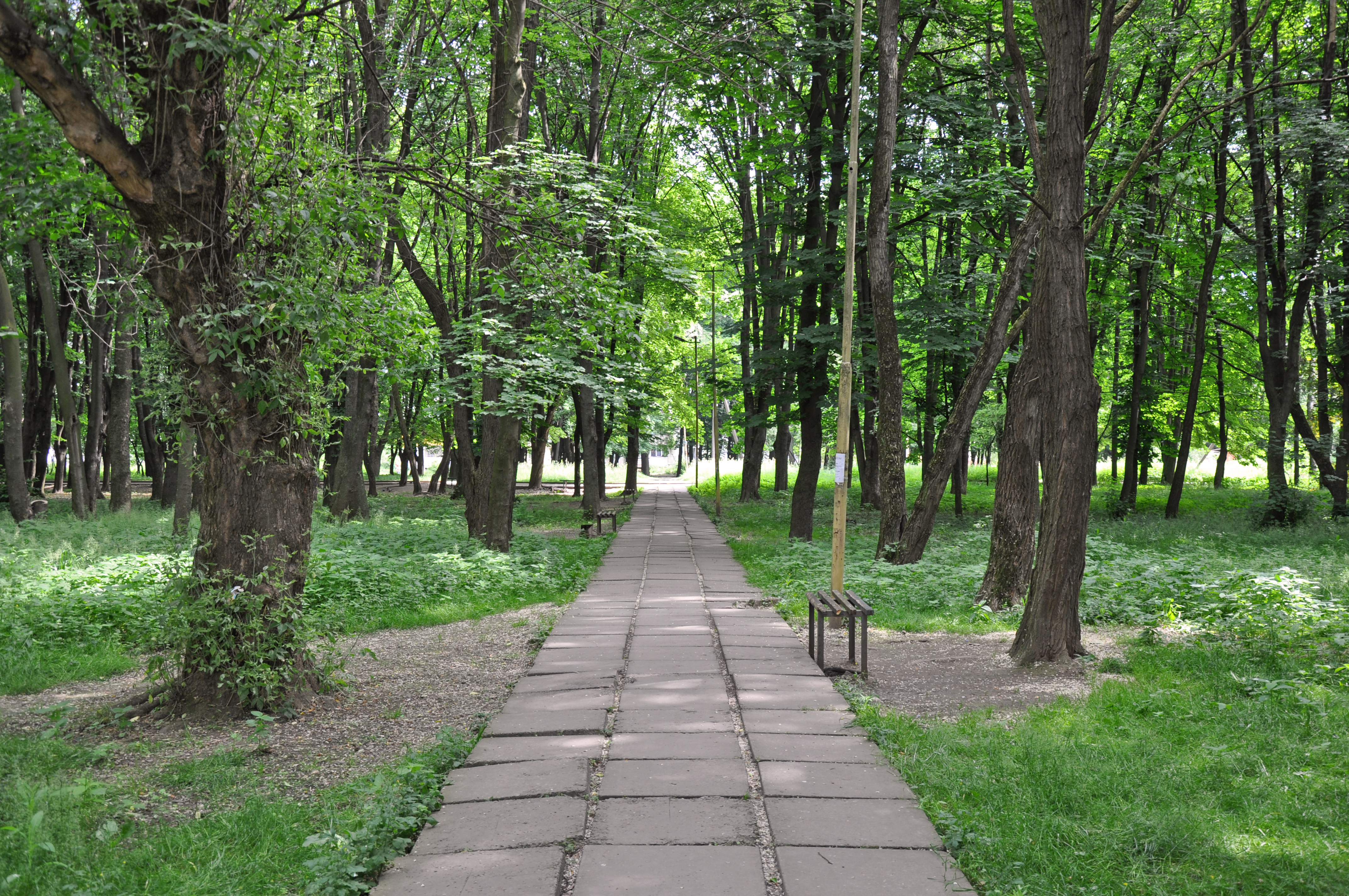
Паркова алея